# ککولالا
ککولالا (به لاتین: Kekulalla) یک منطقهٔ مسکونی در سری‌لانکا است که در استان مرکزی (سری‌لانکا) واقع شده‌است.